# Майданівка (Кременчуцький район)
Майдані́вка — село в Україні, у Глобинській міській громаді Кременчуцького району Полтавської області. Населення становить 80 осіб. До 2020 орган місцевого самоврядування — Куп'єватівська сільська рада. Окрім Майданівки, сільській раді були підпорядковані с. Куп'євате, с. Демидівка, с. Лукашівка, с. Манилівське.

## Географія
Село Майданівка знаходиться на правому березі річки Хорол, вище за течією за 3 км розташоване село Турбаї, нижче за течією за 5 км розташоване село Федорівка. За 1 км розташоване село Глушкове (ліквідоване у 2001 році). Уздовж річки проведено багато іригаційних каналів.

## Історія
12 червня 2020 року, відповідно до розпорядження Кабінету Міністрів України № 721-р «Про визначення адміністративних центрів та затвердження територій територіальних громад Полтавської області», село увійшло до складу Глобинської міської громади.
19 липня 2020 року, в результаті адміністративно - територіальної реформи та ліквідації Глобинського району, село увійшло до складу новоутвореного Кременчуцького району.

## Населення
Населення станом на 1 січня 2011 року становить 80 осіб.
- 2001 — 133
- 2011 — 80 жителів

### Мова
Розподіл населення за рідною мовою за даними перепису 2001 року:
| Мова       | Кількість | Відсоток |
| ---------- | --------- | -------- |
| українська | 121       | 90.98%   |
| російська  | 12        | 9.02%    |
| Усього     | 133       | 100%     |

## Архітектурні, історичні та археологічні пам'ятки
Біля села виявлено поселення Черняхівської культури.

## Особистості
- Анциборенко Павло Опанасович (Анцеборенко) (1925–1944) — Герой Радянського Союзу, який загинув на фронті у 1944 році, у Куп'єватівській ЗОШ І-ІІ ступеня відведена музейна кімната.[1][5]